# 貝爾瓦洛 (肯塔基州華盛頓縣)
貝爾瓦洛（英語：Bear Wallow）是位於美國肯塔基州華盛頓縣的一個非建制地區。

## 地理
貝爾瓦洛所處的海拔為高於海平面265米（即869英呎），而該地所採用的時區為UTC-5，即北美東部時區（EST）。同時該地設有夏令時間，為UTC-5調快一小時，即UTC-4（EDT）。